# Таскора (мідний рудник)
Таскора (мідний рудник) – колишнє підприємство гірничорудної промисловості в Улитауській області Казахстану, яке провадило розробку однойменного мідного родовища. 
У 2007 році одне з виробничих об’єднань концерну «Казахмис» почало видобуток мідної руди на Таскорі. Розробка велась відкритим способом, а руду вивозили залізницею на відстань у 167 км до Жезказганської збагачувальної фабрики № 2. Родовище Таскора належало до дрібних і вже у 2009-му рудник припинив роботу через вичерпання запасів. 
Під час розробки утворився відвал окислених руд, які були вилучені під час розкривних робіт, проте не зацікавили експлуатанта, що потребував сульфідної руди. Обсяг окислених руд у відвалі становить 2 млн тонн, які містять близько 20 тисяч тонн міді.